# Подлесный (сельское поселение Подъём-Михайловка)
Подле́сный — посёлок в Волжском районе Самарской области в составе сельского поселения Подъём-Михайловка.

## География
Посёлок находится на расстоянии примерно 8 км по прямой на юг-юго-запад от центра сельсовета села Подъём-Михайловка.

## Население
| 2010 |
| ---- |
| 10   |

Постоянное население составляло 14 человек (русские 100%) в 2002 году, 10 человек в 2010 году.